# Disturbo haltlose di personalità
Il disturbo haltlose di personalità è un disturbo di personalità caratterizzato da egoismo, mancanza di direzione nella vita, di intuizione e autocontrollo uniti a comportamenti antisociali. Le persone affette da questo disturbo non hanno alcun senso del passato e del futuro e di conseguenza non sono in grado di imparare dalle esperienze passate. Questo tipo di diagnosi era ampiamente utilizzato nei Paesi di lingua francese, tedesca e russa.
Il disturbo haltlose di personalità condivide molte caratteristiche con il disturbo antisociale di personalità e con il disturbo borderline di personalità per comportamenti antisociali ed instabilità emotiva. Inoltre, questa malattia mentale condivide un alto tasso di comorbilità con altri disturbi e raramente appare isolata, in particolar modo con il disturbo istrionico di personalità e con il disturbo narcisistico di personalità.
Gli psichiatri possono confondere il disturbo haltlose di personalità con il disturbo bipolare durante la diagnosi o con l'epilessia se esso è combinato con una dipendenza da alcol.
Questo disturbo, considerato a tutti gli effetti una forma di psicopatia, è stato ampiamente analizzato anche nell'ambito della criminologia e le persone che ne sono affette a volte possono commettere violenze e omicidi.